# Todtnauberg
Todtnauberg est une commune ainsi qu'une petite station de sports d'hiver située dans le massif de la Forêt-Noire, à proximité de Todtnau, dans le Land du Bade-Wurtemberg dans le sud-ouest de l'Allemagne.
Le philosophe Martin Heidegger y a résidé dans un chalet éloigné des autres habitations et y a notamment écrit des parties de son œuvre Être et Temps.

## Domaine skiable
Todtnauberg est, après Feldberg, la station de ski offrant le deuxiène plus vaste domaine skiable de la Forêt-Noire. Les pistes, tracées dans la forêt, sont desservies principalement par trois téléskis. La station propose encore 9,3 km d'itinéraires à skis.
Le plan officiel de la station représente mal la réalité du terrain. Les pistes sont en général larges. L'essentiel du domaine est situé sur un versant faisant face au village. Les deux téléskis les plus proches du village desservent plusieurs pistes rouges. Celles-ci sont mal reliées - la route de liaison nécessitant de pousser sur les bâtons - avec le long téléski Stübenwasenlift.
Ce dernier, d'un kilomètre de long, est le plus important du domaine. Partant de 1 100 m d'altitude, celui-ci arrive à 1 350m. Un très long fil-neige - lequel peut être rejoint en marchant depuis l'arrivée de ce téléski - permet d'accéder - en deux étapes - au sommet du domaine. Une large et facile piste rejoint la vallée. Un itinéraire d'une longueur de 4,4 kilomètres - quoique offrant une pente très faible - part aussi depuis le sommet du domaine.
Un court téléski et un fil-neige, séparés du reste du domaine, ont été implantés sur les hauteurs du village et font face au domaine principal. Les pistes y sont particulièrement adaptées aux skieurs de niveau débutant.
Le téléski central de Kapellenlift permet, sur 500 m de piste, la pratique du ski nocturne tous les soirs du mercredi au vendredi, de 16h30 à 21h30.
La station fait partie du regroupement de stations de ski du Liftverbund Feldberg.